# Алексеев, Александр Алексеевич (фотограф)
Алекса́ндр Алексе́евич Алексе́ев (бел. Аляксандр Аляксееў; 14 ноября 1978, Казань, Российская Федерация) — белорусский фотограф, издатель, дизайнер, журналист, режиссёр, кандидат экономических наук.

## Биография
Родился 14 ноября 1978 года в Казани, в семье военнослужащего. В 1979 году семья переехала в Белоруссию.
В 2000 году окончил факультет менеджмента Белорусский государственный экономический университет.
В 2000 году награждён медалью Министерства образования и науки Российской Федерации «За лучшую научную работу» среди молодых учёных по итогам открытого всероссийского конкурса.
В 2004 году защитил диссертацию кандидата экономических наук.
С 2001 года начал работать на Белорусском телевидении. Являлся ведущим и режиссёром программы «Снято!», редактором телевизионных проектов «Наше наследие» (об архитектурном наследии Беларуси), «Новая коллекция» (о последних событиях мирового кинематографа и недель высокой моды в Париже, на основе оригинальных репортажей и интервью), «Эпоха» (о выдающихся личностях, родившихся на территории Беларуси и внесших вклад в мировое сообщество).
С 2001 года аккредитован в качестве белорусского фотографа и журналиста на международных кинофестивалях в Канне, Берлине и Венеции.
С 2003 года в соавторстве с Олегом Лукашевичем реализует художественный проект «Наследие Беларуси» (по международному представлению исторического и культурного наследия Беларуси), который включает издание презентационных альбомов, проведение международных фотовыставок, производство документальных фильмов и телевизионных программ для международной аудитории.
В январе 2005 года стал Лауреатом Премии Президента Республики Беларусь «За духовное возрождение».
С 2007 года является белорусским издателем.
Совместно с Олегом Лукашевичем организовал открытие первого Национального павильона Республики Беларусь на 64 Каннском кинофестивале. В мае 2011 года стал заместителем руководителя Национального павильона.
С 2012 года работает в белорусской документалистике в качестве режиссёра.
В 2014 году окончил Белорусскую государственную академию искусств по специальности режиссёр.

## Выставкихудожественного проекта «Наследие Беларуси»
2003 год
- Музей современного изобразительного искусства. Открытие проекта серией фотовыставок: «Храмы Беларуси», «Усадьбы и ратуши Беларуси», «Дворцы и замки Беларуси» (Минск, Беларусь);[6]
- Министерство иностранных дел Республики Беларусь (Минск, Беларусь);
- Союз художников Армении (Ереван, Армения);[7]
- Витебский областной краеведческий музей (Витебск, Беларусь);
- Дом-музей художника Ильи Репина в Здравнёво (Беларусь).

2004 год
- Штаб-квартира ЮНЕСКО в Париже. Выставка «Наследие Беларуси» в честь 50-летия вступления Республики Беларусь в ЮНЕСКО (Париж, Франция);[8]
- Во дворце графа Тызенгауза в Поставах открыта постоянно действующая фотоэкспозиция «Спадчына Беларусі» — дар авторов городу (Поставы, Беларусь);
- Национальная академия Св. Цецилии, выставка в рамках Дней культуры Республики Беларусь (Рим, Италия);[9]
- Национальный художественный музей Республики Беларусь (Минск, Беларусь)[10].

2008 год
- Национальный художественный музей Республики Беларусь (Минск, Беларусь);[11]
- Дом Пушкина в Лондоне, в рамках акции «Открой Беларусь» (Великобритания);[12]
- Гомельский дворцово-парковый ансамбль (Гомель, Беларусь);[13]
- Национальный Полоцкий историко-культурный музей-заповедник (Полоцк, Беларусь);[14]
- Участие в международной выставке «Православная икона России, Украины, Беларуси», Национальный художественный музей Республики Беларусь (Минск, Беларусь);
- Вилянувский дворец, (Варшава, Польша)[15].

2014 год
- На арт-заборе парка Челюскинцев под открытым небом в Минске. Фотовыставка, состоящая из 60 фотографий (размер 3х2 метра) экспонировалась год, (Минск, Беларусь)[16].

2015 год
- На ограждении Всехсвятского храма под открытым небом, (Минск, Беларусь)[17].
- На арт-заборе парка Челюскинцев под открытым небом в Минске. Были представлены 60 фотографий посвящённые четырём белорусским памятникам, внесенным во Всемирный список культурного и природного наследия ЮНЕСКО: Беловежская пуща, Мирский замок, Несвижский дворцово-парковый ансамбль, Геодезическая дуга Струве[18].

2016 год
- Национальный исторический музей Республики Беларусь (Минск, Беларусь);[19]
- Министерство иностранных дел Республики Беларусь. Фотовыставка для дипломатических представителей государств мира (Минск, Беларусь)[20].

2017 год
- Художественный проект «Спадчына Беларусі» представлен в Брюсселе, (Брюссель,Бельгия). Выставка широкоформатных работ экспонировалась с декабря 2016 г. по февраль 2017 г. в Посольстве Республики Беларусь в Брюсселе.
- Художественный проект «Спадчына Беларусі» представлен в Берлине, (Берлин,Германия). Выставка широкоформатных работ экспонировалась с февраля 2017 г. по март 2017 г. в Посольстве Республики Беларусь в Берлине[21].
- Художественный проект «Спадчына Беларусі» представлен в Минске, (Минск, Беларусь) под открытым небом на арт-заборе парка Челюскинцев. Тема экспозиции: «Минску 950», представлено более 150 широкоформатных работ.
- Художественный проект «Спадчына Беларусі» представлен в Праге, (Прага,Чехия). Выставка широкоформатных работ экспонировалась с марта 2017 г. по октябрь 2017 г. в Посольстве Республики Беларусь в Праге[22].
- Художественный проект «Спадчына Беларусі» представлен в Вене, (Вена,Австрия). Выставка широкоформатных работ экспонировалась с ноября 2017 г. по январь 2018 г. в Посольстве Республики Беларусь в Вене.

2018 год
- Художественный проект «Спадчына Беларусі» представлен в Будапеште, (Будапешт, Венгрия). Выставка широкоформатных работ экспонировалась с января 2018 г. по март 2018 г. в Посольстве Республики Беларусь в Будапеште.
- Выставка «Наследие Беларуси. Восстановленные архитектурные ценности» с октября 2018 г. по декабрь 2018 г. была представлена во Дворце Независимости[23].

2019 год
- В Зале торжественных церемоний Дворца Независимости открыта постоянная экспозиция "Спадчына Беларусi"[24].

2020 год
- Национальный исторический музей Республики Беларусь (Минск, Беларусь) выставка к 20-летию художественного проекта «Спадчына Беларусі»[25].

## Книги-альбомы художественного проекта «Наследие Беларуси»
- 2004 — «Спадчына Беларусі» 1-е издание (тираж 3000 экз.) ISBN 985-454-231-9
- 2005 — «Спадчына Беларусі» 2-е и 3-е издание (общий тираж 6000 экз.) ISBN 985-454-288-2
- 2006 — «Наследие Беларуси» 1-е издание (тираж 3000 экз.) ISBN 985-454-301-3
- 2006 — «Спадчына Беларусі» 4-е издание (тираж 3000 экз.) ISBN 985-454-302-1
- 2007 — «Спадчына Беларусі.Скарбы» (тираж 3000 экз.) ISBN 978-985-454-388-8[26]
- 2007 — «Спадчына Беларусі» 5-е и 6-е издание. — 320 с.[27] — Тираж 8000 экз. ISBN 978-985-454-354-3
- 2007 — «Наследие Беларуси» 2-е издание (тираж 3500 экз.) ISBN 978-985-454-338-2[28]
- 2009 — «Скарбы Беларусі» 1-е издание (тираж 3000 экз.) ISBN 978-985-90180-2-2[29]
- 2009 — «Наследие Беларуси» 3-е издание (тираж 3000 экз.) ISBN 978-985-454-483-0
- 2010 — «Наследие Беларуси» 4-е издание (тираж 5000 экз.) ISBN 978-985-454-566-0
- 2013 — «Скарбы Беларусі» 2-е издание (тираж 1000 экз.) ISBN 978-985-7058-20-4
- 2013 — «Сокровища Беларуси» 1-е издание (тираж 1000 экз.) ISBN 978-985-7058-46-4
- 2014 — «Сокровища Беларуси» 2-е издание (тираж 1000 экз.), (3-е издание 1000 экз.) ISBN 978-985-7103-09-6
- 2015 — «Спадчына Беларусі» 1-е издание (тираж 1000 экз.) ISBN 978-985-90353-3-3
- 2017 — «Спадчына Беларусі» 2-е издание (тираж 1000 экз.) ISBN 978-985-90353-7-1
- 2021 — «Спадчына Беларусі» 1-е издание (эксклюзивный тираж 500 экз.) ISBN 978-985-90433-3-8

Общий тираж на октябрь 2023 года составляет 47 тыс. экземпляров.

## Книги-альбомы
2015
- «Национальный исторический музей Республики Беларусь» на бел., рус. и англ. языках 1-е издание (тираж 1000 экз.)[30]
- «Несвиж. Дворцово-парковый ансамбль» на бел., рус. и англ. языках 1-е издание (тираж 1000 экз.)

2017
- «Несвиж. Дворцово-парковый ансамбль. Собрание оружия и доспехов» на бел., рус. и англ. языках 1-е издание (тираж 1000 экз.)

2018
- «Несвиж. Дворцово-парковый ансамбль. Сады и парки» на бел., рус. и англ. языках 1-е издание (тираж 1000 экз.)

## Фильмография
2012
Автор сценария
- «Белорусский балет. История». Хр. 52 мин.
- «История белорусской оперы». Хр. 52 мин.

2013
Режиссёр
- «Архитектор Лангбард. Невостребованный архив»[31] Хр. 26 мин.
- «Тысячелетний Заславль»[32] Хр. 26 мин.

2014
Второй режиссёр
Документально-образовательный цикл «Художники Парижской школы. Уроженцы Беларуси», состоящий из 9-ти документальных фильмов.
Цикл является частью культурного проекта Белгазпромбанка «Арт-Беларусь». Хронометраж каждого фильма 26 минут. Фильмы созданы для развития международного культурного сотрудничества между Францией и Республикой Беларусь.
- «Хаим Сутин. Жажда цвета»
- «Михаил Кикоин. Поэтический мир на холсте»
- «Надежда Ходасевич-Леже. Взгляд в будущее»[34]
- «Пинхус Кремень. Вечная жизнь искусства»
- «Осип Цадкин. Переплетение света и теней»
- «Файбиш-Шрага Царфин. Сияние цвета»
- «Осип Любич. Созерцатель жизни»
- «Лев Бакст. Мастер линии»
- «Марк Шагал. Цвет любви»[35]

## Награды
- 2005 — Лауреат премии «За духовное возрождение»;[36]
- 2005 — Диплом им. Франциска Скорины на 45-м Республиканском конкурсе «Искусство книги»;
- 2005 — Диплом II степени на V конкурсе журналистов, организованным Посольством Республики Польша в Республике Беларусь;
- 2006 — Диплом Победителя и почетная медаль на IX Евразийском телефоруме в Москве за фильм «Эпоха Марка Шагала»;[37]
- 2008 — Диплом I степени на V Международном конкурсе «Искусство книги» в Москве за книгу-альбом «Спадчына Беларусі. Скарбы»;[38]
- 2010 — Номинирован на Государственную премию Республики Беларусь за художественный проект «Спадчына Беларусі»;[39]
- 2014 — Диплом III степени на XI Международном конкурсе «Искусство книги» в Москве за книгу-альбом «Сокровища Беларуси»;[40]
- 2015 — Диплом победителя в номинации «Фотовзгляд» на 54-м Национальном конкурсе «Искусство книги» в Минске за книгу-альбом «Сокровища Беларуси»;[41]
- 2016 — Диплом победителя в номинации лучший дизайнер книги с вручением памятного знака-символа «Золотой Фолиант» на 55-м Национальном конкурсе «Искусство книги — 2016» в Минске за дизайн книг-альбомов «Национальный исторический музей Республики Беларусь», «Несвиж. Дворцово-парковый ансамбль», «Наследие Беларуси»[42].
- 2018 — Диплом Победителя в номинации «Лучший фотохудожник» на 56-м Национальном конкурсе «Искусство книги — 2017» в Минске[43].
- 2020 — Номинирован на Государственную премию Республики Беларусь за художественный проект «Спадчына Беларусі»[44].
- 2022 — Диплом Победителя в номинации «Фотовзгляд» на 61-м Национальном конкурсе «Искусство книги — 2022» в Минске[45].